# Солонцов (посёлок)
Солонцов — посёлок в Новохопёрском районе Воронежской области России.
Входит в состав Михайловского сельского поселения.
Население — 29 человек (2010 год).

## География

### Улицы
- ул. Свободы